# Soledad Etla
Soledad Etla är en kommun i Mexiko.   Den ligger i delstaten Oaxaca, i den sydöstra delen av landet, 400 km sydost om huvudstaden Mexico City.
Följande samhällen finns i Soledad Etla:
- Matadamas
- Estanzuela